# Il farmacista
Il farmacista è un singolo del cantautore italiano Max Gazzè, pubblicato il 3 marzo 2021.
Il brano è stato eseguito per la prima volta in gara al Festival di Sanremo 2021 la sera del 2 marzo.
La canzone si è classificata diciassettesima alla 71ª edizione del Festival di Sanremo.

## Video musicale
Il videoclip del brano, diretto da Giorgio Testi, è stato pubblicato contestualmente all'uscita del singolo sul canale YouTube del cantautore. Il video vede la partecipazione della Magical Mistery Band (Fabio Rondanini, Gabriele Lazzarotti, Daniele Fiaschi, Duilio Galioto, Daniele Silvestri e Daniele "ilmafio" Tortora).

## Tracce
Testi di Massimiliano Gazzè, Francesco Gazzè, musiche di Massimiliano Gazzè, Francesco De Benedittis.
1. Il farmacista – 4:11

## Formazione
Hanno partecipato alle registrazioni, secondo le note di copertina de La matematica dei rami:
- Max Gazzè – voce, tastiere, produzione
- Magical Mistery Band – produzione
  - Daniele Silvestri - chitarra, tastiere, pianoforte a coda, cori
  - Gabriele Lazzarotti – basso, cori
  - Fabio Rondanini – batteria, percussioni, strumenti giocattolo, cori
  - Daniele Fiaschi – chitarra, cori
  - Duilio Galioto – tastiera, sintetizzatore, pianoforte a coda
  - Daniele "Ilmafio" Tortora – programmazione, sintetizzatore, registrazione, missaggio
- Clemente Ferrari – direzione orchestrale, arrangiamento strumenti ad arco
- Roberto Procaccini – arrangiamento strumenti ad arco introduzione
- Prisca Amori – primo violino
- Anna Chulkina – secondo violino
- Nico Ciricugno – viola
- Angelo Maria Santisi – violoncello
- Francesco De Benedittis – preproduzione
- Michele Valente – assistente di studio

## Classifiche
| Classifica (2021) | Posizione massima |
| ----------------- | ----------------- |
| Italia            | 30                |